# Cratogeomys
Cratogeomys és un gènere de geòmids que conté diverses espècies originàries de Mèxic i el sud-oest dels Estats Units. A vegades se'l classifica com a subgènere de Pappogeomys.

## Descripció
Els animals d'aquest grup tenen una llargada corporal de 14–26 cm i una cua de 6–13 cm. El seu pes varia entre 230 i 900 g. Les seves dents incisives presenten un solc profund al mig. El seu pelatge dorsal és groguenc, marró o negre, mentre que el pelatge ventral és una mica més clar. A vegades tenen una taca blanca a l'esquena.

## Taxomomia
Els primers taxonomistes incloïen Cratogeomys goldmani com a subespècie de Cratogeomys castanops, encara que posteriors estudis de l'ADN mitocondrial van revelar diferències filogenètiques i en el cariotip, i alguns autors l'elevaren a la categoria d'espècie dins del gènere. Cratogeomys zinseri, que inicialment va ser considerada com una espècie del gènere, actualment es considerada una subespècie, Cratogeomys fumosus angustirostris.
Gènere Cratogeomys:
- C. bensoni †
- C. castanops
- C. fulvescens
- C. fumosus
- C. goldmani
- C. merriami
- C. neglectus †
- C. perotensis
- C. sansimonensis †